# Los Caños, Aguascalientes
Los Caños är en ort i Mexiko.   Den ligger i kommunen Aguascalientes och delstaten Aguascalientes, i den centrala delen av landet, 400 km nordväst om huvudstaden Mexico City. Los Caños ligger 1 907 meter över havet och antalet invånare är 1 150.
Terrängen runt Los Caños är platt åt sydost, men åt nordväst är den kuperad. Runt Los Caños är det tätbefolkat, med 459 invånare per kvadratkilometer. Närmaste större samhälle är Villa Hidalgo, 17,1 km sydväst om Los Caños. Trakten runt Los Caños består i huvudsak av gräsmarker.